# Aoife Ní Fhearraigh
Aoife (previamente conhecida por seu nome completo: Aoife Ní Fhearraigh, [pronúncia em irlandês: ˈiːfʲə nʲiː ˈaɾˠiː]) é uma cantora e compositora irlandesa, nascida em Gaoth Dobhair, noroeste do Condado de Donegal. Ela canta música tradicional irlandesa e new age, no mesmo estilo de outros músicos nativos da área Donegal, como Clannad, Moya Brennan, Eithne Brennan e Altan. Aoife já cantou ao lado de músicos como Phil Coulter, Paul Brady, e Brian Kennedy.

## Discografia
De 1991 a 1996, Aoife foi creditada como Aoife Ní Fhearraigh. Ela agora lança seus álbuns sob seu nome cristão, Aoife.
- Loinneog Cheoil (1991, com Dervish)
- Aoife (1996)
- The Turning Of The Tide (2003)
- Loinneog Cheoil (2005, regravado)
- If I Told You (2006)